# Bram Welten
Pour les articles homonymes, voir Welten.
Bram Welten, né le 29 mars 1997 à Tilbourg, est un coureur cycliste néerlandais.

## Biographie
Issu d'une famille de cyclistes, son cousin Danny van Poppel est également coureur.
Repéré par Emmanuel Hubert, qui le considère comme un des meilleurs sprinteurs de sa génération, lors de sa victoire sur Paris-Roubaix juniors en 2015, la structure continentale professionnelle Fortuneo-Oscaro annonce sa venue le 5 septembre 2017 pour la saison 2018.
En août 2020, il se classe quinzième de la course À travers le Hageland remportée par le coureur belge Jonas Rickaert.
Groupama-FDJ annonce en août 2021 son recrutement pour les saisons 2022 et 2023. Pour sa première saison dans l'équipe, Welten se classe à 17 reprises dans les dix premiers d'une course. Il intègre progressivement dans la saison le « train » d'Arnaud Démare, le principal sprinteur de la formation française. Les départs de Jacopo Guarnieri et Ramon Sinkeldam dans d'autres formations amènent Welten à devenir un équipier régulier de Démare en 2023.
En septembre 2023, dsm-firmenich annonce le recrutement de Welten pour 2024.

## Palmarès

### Palmarès amateur
- 2014
  - 2eb étape d'Aubel-Thimister-La Gleize (contre-la-montre par équipes)
  - 3e des Trois Jours d'Axel
  - 3e de l'Acht van Bladel
- 2015
  - Guido Reybrouck Classic
  - Paris-Roubaix juniors
  - 3e étape des Trois Jours d'Axel
  - Omloop der Vlaamse Gewesten
  - 3e de Menen-Kemmel-Menen
  - 3e du Circuit Het Nieuwsblad juniors
- 2016
  - 1re étape du Triptyque des Monts et Châteaux
  - Handzame Challenge
  - Hill 60-Koers Zillebeke
  - Kermesse de Tielt-Winge
  - Kermesse de Meerle-Hoogstraten
  - 3e de l'Internatie Reningelst
- 2017
  - Bruxelles-Zepperen
  - Kermesse de Templeuve
  - 1re étape du Tour de Bretagne
  - Grand Prix Criquielion
  - 2e du Tour de Berne
  - 3e du Grand Prix de la ville de Pérenchies
  - 9e du championnat d'Europe sur route espoirs

### Palmarès professionnel
- 2019
  - 2e de la Route Adélie de Vitré
- 2021
  - Tour de Vendée

## Résultats sur les grands tours

### Tour de France
1 participation
- 2024 : hors-délais (15e étape)

### Tour d'Italie
2 participations
- 2024 : non-partant (4e étape)
- 2025 : abandon (7e étape)

## Classements mondiaux
| Année                                 | 2016  | 2017 | 2018 | 2019 | 2020 | 2021 | 2022 | 2023  | 2024 |
| ------------------------------------- | ----- | ---- | ---- | ---- | ---- | ---- | ---- | ----- | ---- |
| Classement mondial                    | 1854e | 600e | 254e | 295e | 606e | 102e | 247e | 1102e | 962e |
| UCI Europe Tour                       | 1283e | 342e | 115e | 241e | 492e | 86e  | 201e | nc    | nc   |
| UCI Asia Tour                         | 587e  | nc   | nc   |      |      |      |      |       |      |
|                                       |       |      |      |      |      |      |      |       |      |
| Légende : nc = non classéSource : UCI |       |      |      |      |      |      |      |       |      |